# Torre Rognosa
Torre Rognosa er et 51 m højt tårn beliggende i den italienske by San Gimignano, Toscana opført i 1200-tallet og oprindeligt ejet af familien Gregori, senere af familien Oti. Det er et af de bedst bevarede tårne i byen og det næsthøjeste efter Torre Grossa på 554 m.
Det ligger over Palazzo del Podestà og Piazza del Duomo, ved siden af Palazzo Chigi.